# 三年寝太郎
三年寝太郎（さんねんねたろう）は、日本の民話の一つ。3年間寝転がってばかりの、一見、ただの怠け者の男が、突然起き出した末に灌漑など大きいことをするという話であるが、全国に様々なバリエーションの話が残されている。

## あらすじ
旱魃に苦しんでいた村で3年間寝続けていた寝太郎という男がいた。何も仕事をせずただひたすら寝転がっていた寝太郎に周囲の者は怒っていたが、寝太郎がある日突然起き出して、山に登って巨石を動かし、その巨石が谷に転がってぶつかり続け、ついには川をせき止め、川の水が田畑に流れ込んで村が救われる。寝太郎は3年間ただ寝転がっていたのではなく、いかにして灌漑を成し遂げ、村を旱害（かんがい）から救うかということを考えていたのであった。

## 厚狭の寝太郎
山口県山陽小野田市厚狭地区では、上記の話に類似した話が伝わっている。最終的に灌漑を成し遂げるという結論は同じであるが、そのプロセスが全く異なる。

JR厚狭駅前に建つ寝太郎像

### あらすじ
庄屋の息子である太郎は、ろくに仕事もせず寝続けていたため、周囲からは「寝太郎」と揶揄されていた。3年3月の間寝続けた太郎がある日突然起きだし、父親に千石船と船一杯の草履を造ってくれるよう頼む。父親は他ならぬ息子の願いでもあり千石船と草履を作って与えると、太郎は船をこぎ出していってしまった。数十日して太郎が戻ってくると、船の中の草履はぼろぼろのものになっていた。すると太郎は父親に大きな桶を用意してほしいと頼む。太郎が父親の用意した桶でぼろぼろの草履を洗い始めると、汚れた土の中から砂金が見つかる。実は太郎は佐渡島へ船をこぎ出し、佐渡金山で働いている者の草履を無料で交換していたのだった。太郎は集めた砂金を原資に堰を作り、灌漑水路を整備して田を開墾し、村の百姓に分け与えた。

### 寝太郎の名残
厚狭地区を流れる厚狭川には、実際に寝太郎の集めた資金により整備したとされる堰があり、「寝太郎堰」と呼ばれている。寝太郎は荒れ地を開墾した地元の英雄として今なおたたえられており、「寝太郎荒神社」という寝太郎を祭る神社があり、厚狭駅前には寝太郎の銅像が建てられているほか、地元では毎年4月29日に「寝太郎祭り」が催されている。

### 寝太郎のモデル
大内氏家臣の平賀清恒がモデルとされる。父である平賀玄信が信濃で武田晴信によって敗死した後、姉の嫁ぎ先である冷泉隆豊を頼り周防で大内氏に仕官。大寧寺の変により厚狭に落ち延び農作を行っていたところ、水不足に苦しむ農民の声に動かされたと言われている。3年3ヶ月の長期にわたり、日夜思案を重ね、佐渡の金山に出向いてわらじを交換し、ついていた砂金で得た富を厚狭川の灌漑工事にあて農民を救った。名を明かせない事情や後の権力者の圧力などもあり、「平賀清恒」の名はいつしか「寝太郎さま」となり、ストーリーが作られ、地元の窮地を救った象徴・神様として後世に語り継がれていった。
また、江戸時代末期に長州藩が編纂した「防長風土注進案」には、15世紀から16世紀ごろ、寝てばかりで「寝太郎」と揶揄されていた男が堰を作って厚狭川から水を引き、周辺を開墾したという記録があり、山陽小野田市ではこの記録を基に厚狭の寝太郎伝承が成立したとしている。

## 沖縄の寝太郎
川平朝申の再話による「ねむりむし　じらぁ」が福音館書店から刊行されている。計略により自分を長者の婿にさせて、それを契機に働き出す貧乏一家の息子の話。